# 多一點心愛黎明音樂會
多一點心愛黎明音樂會是香港歌手黎明的個人演唱會，由香港聯合國兒童基金會委員會及香港商業電台雷霆881合辦，音樂會於1994年1月30日晚上在維多利亞公園中央草坪舉行，只演1場，收益撥捐「中國根治小兒麻痺症籌募計劃」用於購買小兒麻痺症口服疫苗及所需儀器，幫助有需要的中國大陸兒童。

## 背景
《多一點心愛黎明音樂會》是1994年度「中國兒童周」的籌款活動之一，「中國兒童周」是香港聯合國兒童基金會自1993年起舉辦的籌款計劃，幫助改善中國大陸兒童的福利及醫療保健。世界衛生組織在1992年發表調查報告，指在整個西太平洋地區中，中國大陸的脊髓灰質炎（小兒麻痺症）患者佔了66%，超過二百萬名兒童染病，並於1993年與聯合國兒童基金會合作，在中國大陸推行「根除小兒麻痺症計劃」，香港聯合國兒童基金會為了響應計劃，藉著「中國兒童周」籌募經費，為二千多萬名出生於中國大陸的嬰兒免費提供「脊髓灰質炎」口服疫苗。1994年，黎明獲香港聯合國兒童基金會邀請出任「愛心大使」，以義務性質演出這場音樂會，並於1月25日出席記者招待會，公佈音樂會詳情。

## 製作概念

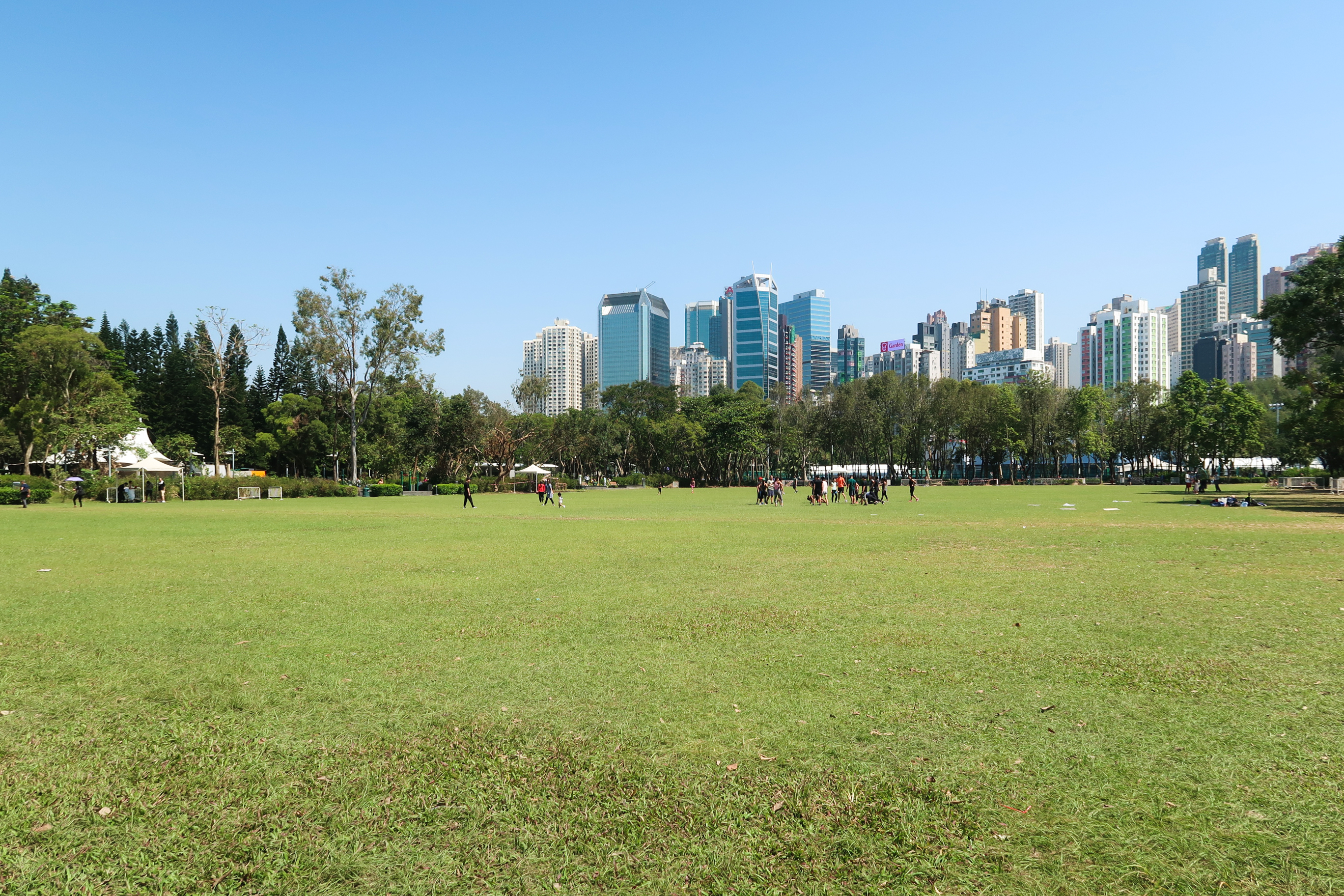
維多利亞公園中央草坪（攝於2018年）

音樂會於1994年1月30日晚上7時半至10時於維多利亞公園中央草坪舉行，維多利亞公園位於香港島銅鑼灣興發街1號，中央草坪的面積約2公頃，演唱場地四周以高身圍板密封，場內觀眾席劃分為多個區域，不設座位，可容納約一萬五千名觀眾。門票售價分別為港幣100元及200元，主辦單位聘請了警衛保安及動用了300名警察在場維持秩序，並準備了1萬5千支螢光棒及1萬5千本場刊賣給現場觀眾，由香港聯合國兒童基金會的職員及黎明的歌迷會「黎明家族」合共百多人以捐款箱收取款項，所有收益全數捐給「中國根治小兒麻痺症籌募計劃」用於購買疫苗。以下是此音樂會的主要台前幕後人員：
- 司儀：盧業瑂、鄺偉明
- 策劃：毛南傑、黃寶珠
- 製作統籌：馬凱明
- 監製：鍾寶圈
- 執行監製：鍾寶圈、王德全
- 音樂總監：陳偉強
- 舞蹈編排：林青峰
- 服裝設計：陳華國
- 形象：李廣添
- 現場直播主持：楊美琪、林偉才
- 宣傳／推廣：王麗婷、羅嘉慧、招雪梅
- 電台宣傳：王德全
- 燈光：藝能工程有限公司
- 音響：通利琴行
- 票務：周珮雯、黃偉蘭
- 場刊製作：Entertainment Marketing Inc.、Free Man Comics International Ltd.

## 反響
「黎明家族」為了響應這個音樂會，數名幹事和會員於1994年1月29日帶備玩具到廣州探訪當地的殘疾兒童，聯合國兒童基金會愛心大使羅渣·摩亞亦來電對黎明表示支持。音樂會舉行當天，主辦單位在場內的記者區發現兩名持有記者專用門票的觀眾，懷疑有人將非公開發售的門票私下轉售給觀眾從中獲利，此外，有觀眾為了取得最佳位置，提早在清晨6時到場地入口處排隊等候進場，傳媒認為現場觀眾反應熱烈，在黎明演唱歌曲《一夜傾情》時一起揮動手中的螢光棒，場面溫馨動人，同時認為黎明的演出狀態佳，而中國中央電視台外景隊則拍下音樂會花絮，在中國各電視頻道播放，讓中國國內的人知道香港人為中國兒童做善事。維多利亞公園方面認為此音樂會需要很多人力物力才能夠順利舉行，安排並非妥當，決定不再租借中央草坪作演唱活動。黎明表示此音樂會是他首次在維多利亞公園草地演出，很有意義和紀念性，能夠在自己能力範圍之內幫助別人，會產生難以形容的滿足感，並把音樂會的演出情況攝錄下來，作一個保留記錄，他認為音樂會的秩序良好，觀眾離開時也有清潔場地，對於政府當局決定不再租借該場地，他表示可能是警方不敢動用太多人手，而並非觀眾秩序出現問題。